# Heliga apostlarna Petrus och Paulus kyrka, Skelani
Heliga apostlarna Petrus och Paulus kyrka (serbisk kyrilliska: Црква Светих апостола Петра и Павла; latinska: Crkva Svetih apostola Petra i Pavla) är en serbisk-ortodox kyrkobyggnad belägen i byn Skelani, i kommunen Srebrenica i Serbiska republiken, i Bosnien och Hercegovina.
Kyrkan är helgad åt apostlarna Petrus och Paulus och tillhör det serbisk-ortodoxa stiftet Zvorniks och Tuzlas stift.

## Historia

### Tidigare kyrka
Under 1940-talet, andra världskriget, uppfördes en kyrka på samma plats där den nuvarande står, men den brändes ner.

### Nuvarande kyrkan
Den nuvarande kyrkan började byggas år 1991 enligt ritningar av arkitekt Zoran Petrović. Den invigdes 2007 av biskop Vasilije av Zvornik och Tuzla.
Från 1972 till 1980 uppfördes kyrkans församlingshem.

## Kyrkan

### Exteriör
- Kyrkan är gjord av granit och små tegelstenar.

- Kupolerna är täckta med koppar och vid ingången finns ett monument över serber som dödades under Bosnienkriget.

### Interiör ochinventarier
- Kyrkan är treskeppig.

- Ikonostasen, som är gjord av järn, tillverkades av Vasilij Mitrovićs ikonverkstad från Ugljevik.

## Övrigt
Nära kyrkan finns en kyrkogård där många soldater som krigade under Bosnienkriget är begravda.